# Nordkorea i olympiska vinterspelen 2010
Nordkorea deltog med två deltagare vid de olympiska vinterspelen 2010 i Vancouver. Ingen av landets deltagare erövrade någon medalj.